# جوناثان مور (منافس ألعاب قوى)
جوناثان مور (بالإنجليزية: Jonathan Moore)‏ هو منافس ألعاب قوى بريطاني، ولد في 31 مايو 1984 في Sutton Coldfield ‏ في المملكة المتحدة.

## وصلات خارجية
- جوناثان مور على موقع الاتحاد الدولي لألعاب القوى (الإنجليزية)